# Харольд, Гейл
Гейл Морган Харольд III (англ. Gale Morgan Harold III; род. 10 июля 1969 года) — американский актёр, прославившийся исполнением ролей в телесериалах — Брайана Кинни в сериале «Близкие друзья», Джексона Бредока в «Отчаянных домохозяйках», Джулиана Пэрриша в «Чертовках» и Чарльза Мида в «Тайном круге».

## Биография
Харольд родился в городе Декейтер, штат Джорджия в семье отца-инженера и матери-риэлтора. Второй из трёх детей в семье убеждённых пятидесятников, дававших детям строгое воспитание. В возрасте 15 лет он покинул церковь, так как не верил в её учения. Несколько лет спустя его отец также ушёл от пятидесятников.
Окончив школу «Lovett» в Атланте, штат Джорджия, Гейл поступил в Американский Университет в Вашингтоне, округ Колумбия, получил спортивную стипендию благодаря игре в соккер (европейский футбол). Он получил учёную степень в области римской литературы, покинул колледж после года обучения из-за конфликта со своим тренером. Харольд переехал в Сан-Франциско в Калифорнии, увлёкшись фотографией и поступив в Школу Искусств Сан-Франциско. За это время он поменял множество работ, включая должность мото-механика компании «Ducati».
В 1997 году, его подруга Сьюзан Ландау, дочь актёра Мартина Ландау, предложила Харольду попробовать актёрское ремесло. Тогда он перебрался в Лос-Анджелес и в течение трёх следующих лет изучал актёрское искусство. В возрасте 28 лет он получил приглашение вступить в актёрскую программу театральной студии «A Noise Within». Тогда состоялся его дебют в роли Банни в спектакле «Me and My Friends». В 2003 году он сыграл в фильме «Wake», спродюсированном Сьюзан Ландау и снятым её мужем Генри Лероем Финчем. В фильме также было камео Мартина Ландау, а главная роль Кайла Ривена была написана специально для Гейла.

## Карьера
В 2000 году Гейл Харольд получил противоречивую роль гея Брайана Кинни — центрального персонажа скандального телесериала канала Showtime «Близкие друзья». Роль стала прорывом в карьере актёра и одной из значимых для американского телевидения, на котором впервые появился сериал, все центральные персонажи которого — представители гомосексуальной ориентации. После успешного пятилетнего показа, сериал закончился в 2005 году.
Следующей работой стала роль специального агента Грэма Келтона в драме канала FOX series «Исчезнувшие», однако в 2006 году его персонаж погиб в 7 эпизоде, и его тело появляется в 8 серии. Харольд появился в гостевой роли Вайатта Эрпа в двух сериях шоу «Дедвуд» канала HBO и в сериале Отряд «Антитеррор» на CBS. Кроме того, вместе со своим идолом детства Дэвидом Боуи, Гейл выступил продюсером документального фильма «Скотт Уокер: Человек 30 столетия».
Затем Гейл Харольд вернулся на театральную сцену Нью-Йорка в постановке пьесы Теннесси Уильямса «Suddenly Last Summer» 15 ноября 2006 года в роли доктора Кукровица. Его коллегами в «Roundabout Theatre» были Блис Дэннер и Карла Гуджино.
Харольд исполнил главную мужскую роль в независимой комедии «Все без ума от Грейс», премьера которого состоялась в 2006 году на фестивале Tribeca Film Festival (под рабочим названием «Восточный Бродвей»). Харольд сыграл закоренелого холостяка, начавшим встречаться с женщиной азиатского происхождения. Картина вышла на DVD в марте 2010 года. В ноябре 2007 актёр появился в сериале ABC «Анатомия страсти» в роли парамедика Шейна с татуировкой в виде свастики.
Начиная с финала 4 сезона 18 мая 2008 года, Гейл присоединился к актёрскому составу сериала «Отчаянные домохозяйки» в роли Джексона Брэдока, нового возлюбленного Сьюзан Майер. После серьёзной аварии Гейлу пришлось покинуть съёмки, к которым он вернулся лишь 3 мая 2009 года.
В январе и феврале 2010 года Гейл играл вместе с Дэнисом Кросби и Клаудией Мэйсон в другой постановке Теннесси Уильямса — пьесе
«Orpheus Descending» в театре Theater/Theatre в Лос-Анджелесе. Критика дала постановке положительные отзывы, а Los Angeles Times назвал исполнение Гейла гениальным: Гарольд стал идеальной кандидатурой на эту роль, прекрасно смотрясь в дуэте с Кросби в его новой постановке пьесы, ставшей откровением
В июле 2010 года стало известно, что Гейл присоединится к актёрскому составу шоу «Чёртовки» в роли профессора юриспруденции. Исполнительный продюсер Кевин Мёрфи говорит: «Я был большим поклонником Гейла со времён „Близких друзей“ — он кажется таким умным и сексуальным, простым в то же время. Его персонаж так и привлекает к себе внимание зрителей. Он — обольститель, и мне кажется, что все хорошие юристы — хорошие соблазнители».

## Личная жизнь
Гейл обожает мото-гонки, он отличный механик и у него есть свой мотоцикл. Ему нравятся итальянские марки Ducati и Moto Guzzi.
14 октября 2008 года актёр попал в серьёзную аварию и был немедленно госпитализирован в медицинский центр интенсивного ухода. Он оставался в критическом состоянии после сотрясения мозга. Кроме того, был обнаружен вывих плеча. 23 октября врачи дали ему разрешение на продолжение съёмок в «Отчаянных домохозяйках». Онлайн журнал Clutch & Chrome посвятил большую статью его выздоровлению, поздравив с новой ролью в сериале «Чертовки» («Hellcats»), премьера которого состоялась 3 августа 2010 года.
В 2006 году Гейл снял короткое видео для Amber Watch Foundation высказывая озабоченность по поводу пропаж детей.
Поддерживает ЛГБТ-сообщество, хоть и судя по интервью сам является гетеросексуалом, что не помешало исполнению роли «короля геев» Брайана Кинни в телесериале «Близкие друзья». 16 июня 2012 года Гейл снялся в клипе для проекта It Gets Better сайта AfterEllen/AfterElton, адресованном подросткам гомосексуальной ориентации.

## Фильмография
| Кино        | Кино                                | Кино                              | Кино                            | Кино                                                   |
| Год         | Название                            | В оригинале                       | Роль                            | Примечания                                             |
| ----------- | ----------------------------------- | --------------------------------- | ------------------------------- | ------------------------------------------------------ |
| 2000        | 36К                                 | 36K                               | Букер О’Брайен                  |                                                        |
| 2001        | Гигиена для ума                     | Mental Hygiene                    | Дэвид Райан                     | короткометражный фильм                                 |
| 2003        | Крупицы правды                      | Particles Of Truth                | Моррисон Вайли                  |                                                        |
| 2003        | Глаза носорога                      | Rhinoceros Eyes                   | Детектив Фил Барбара            |                                                        |
| 2003        | Поминки                             | Wake                              | Кайл Ривен                      |                                                        |
| 2005        | Незримое                            | The Unseen                        | Гарольд                         |                                                        |
| 2005        | Жизнь на грани                      | Life On The Ledge                 | Чез                             |                                                        |
| 2006        | Все без ума от Грейс                | Falling For Grace                 | Эндрю Джеймс Баррингтон-Младший |                                                        |
| 2009        | Пассажирское место                  | Passenger Side                    | Карл                            |                                                        |
| 2010        | Плодородная почва                   | Fertile Ground                    | Нэйт Уивер                      |                                                        |
| 2011        | Клиника                             | Rehab                             | Доктор Дэниэл Броди             | на стадии пост-продакшена                              |
| 2011        | Низкая точность                     | Low Fidelity                      | Тед                             |                                                        |
| 2013        |                                     | Cafe Attitude                     |                                 | короткометражный фильм                                 |
| 2013        | Дух игры                            | The Spirit Game                   | Реджи                           | короткометражный фильм                                 |
| 2013        | В лесах                             | In The Woods                      |                                 |                                                        |
| 2014        |                                     | Echo Park                         | Саймон                          |                                                        |
| 2014        | Поле потерянной обуви               | Field of Lost Shoes               | Майор Чарльз Семпл              |                                                        |
| 2015        |                                     | Weepah Way for Now                | Театральный Агент               |                                                        |
| 2015        | Поцелуй меня, убей меня             | Kiss Me, Kill Me                  | Стивен                          |                                                        |
| 2015        | Андрон — Чёрный Лабиринт            | Andron: The Black Labyrinth       | Джулиан                         |                                                        |
| 2015        |                                     | The Green Bench                   | Джек                            | короткометражный фильм                                 |
| Телевидение |                                     |                                   |                                 |                                                        |
| Год         | Название                            | В оригинале                       | Роль                            | Примечания                                             |
| 2000-2005   | Близкие друзья                      | Queer As Folk                     | Брайан Кинни                    | основной состав, 83 эпизода                            |
| 2003        | Уличное время                       | Street Time                       | Джефф Бэддоуз                   | 2 эпизода                                              |
| 2003        | Закон и порядок: Специальный корпус | Law & Order: Special Victims Unit | Доктор Гарретт Лэнг             | эпизод 4x24: «Perfect»                                 |
| 2005        | Отцы и дети                         | Fathers & Sons                    | Эллиотт                         | телевизионный фильм                                    |
| 2005        | Марта за решёткой                   | Martha: Behind Bars               | Питер Баканович                 | телевизионный фильм                                    |
| 2006        | Отряд «Антитеррор»                  | The Unit                          | Рори                            | эпизоды 1x07 «Dedication» и 1x10 «Unannounced»         |
| 2006        | Дедвуд                              | Deadwood                          | Вайатт Эрп                      | эпизоды 3x08 «Leviathan Smiles» и 3x09 «Amateur Night» |
| 2006        | Пропавшая                           | Vanished                          | Агент Грэм Келтон               | 8 эпизодов                                             |
| 2007        | Анатомия страсти                    | Grey’s Anatomy                    | Шейн                            | эпизоды 4x09-10 «Crash Into Me, Parts 1 & 2»           |
| 2008-2009   | Отчаянные домохозяйки               | Desperate Housewives              | Джексон Бреддок                 | 15 эпизодов                                            |
| 2010        | C.S.I.: Место преступления Нью-Йорк | CSI: NY                           | Кевин Скотт                     | эпизод 6x22 «Point of View»                            |
| 2010-2011   | Чертовки                            | Hellcats                          | Джулиан Пэрриш                  | 9 эпизодов                                             |
| 2011        | Тайный круг                         | The Secret Circle                 | Чарльз Мид                      | основной состав                                        |
| 2013-2014   | Вызов                               | Defiance                          | Коннор Лэнг                     | эпизоды 1x06, 1x08, 1x09 и 2x05                        |
| 2016        | Усыновленный                        | Adoptable                         | Лилэнд Элизабетс                |                                                        |
| 2018        | Мыслить как преступник              | Criminal Minds                    | Доктор Дерил Райт               | эпизод 14х09                                           |